# Бјернстјерне Бјернсон
Бјернстјерне Мартинус Бјернсон (норв. Bjørnstjerne Martinius Bjørnson; Квикне, 8. децембар 1832 — Париз, 26. април 1910), био је норвешки књижевник, нобеловац, новинар и политичар.
Припада романтичарском правцу у књижевности, мада му дјела одликује и понека боја натурализма. Залагао се за слободу норвешког народа и доприносио је борби за оцјепљење од Шведске. Пропагирао је идеје дарвинизма и позитивизма. Помагао је и у борби Срба и Словака против националног угњетавања у Аустроугарској монархији.
Бјернсон је познат по томе што је био члан „Велике четворице“ норвешких писаца заједно са Хенриком Ибзеном, Јонасом Лиеом и Александером Киландом. Бјернсон је био један од изворних чланова Комитета за Нобелову награду, а 1903. године је и сам добио Нобелову награду за књижевност. Бјернсон је такође познат по томе што је написао ријечи за норвешку химну Ja, vi elsker dette landet
Писао је приче у народном духу, а његов књижевни опус чине и пјесме, драме, комедије и романи.

## Дјела

### Драме
- Краљ Свер
- Сигурд Слембе
- Пастор Санг
- Изнад људских моћи
- Стечај
- Нови систем

### Романи
- Томас Рендален
- Весело момче
- Рибарка

### Комедије
- Младо вино превире